# Made in Rijeka
Made in Rijeka je prvi album grupe MC Buffalo & Maderfa'N'kerz izdan 1992. godine. Pjesma Moja Domovnica je prva zabranjena pjesma u Hrvatskoj.[nedostaje izvor] Spotovi su snimljeni za pjesme Šugav Pas, Sex Machine i Automobil.
| R. b. | Naslov                           | Producenti | Trajanje |
| ----- | -------------------------------- | ---------- | -------- |
| 1.    | "Funky Maniac"                   | Gaso       | 3:19     |
| 2.    | "Kill the DJ"                    | Mario      | 3:46     |
| 3.    | "OH Baby!"                       | Mario      | 4:03     |
| 4.    | "Sexy"                           | Mario      | 4:20     |
| 5.    | "Alkohol"                        | P.Trpkov   | 3:59     |
| 6.    | "Funky Maniac (English Version)" | Gaso       | 3:19     |
| 7.    | "Sex Machine"                    | Gaso       | 3:16     |
| 8.    | "Automobil"                      | Gaso       | 3:29     |
| 9.    | "Bambušćina"                     | Mario      | 4:31     |
| 10.   | "Šugav Pas"                      | Mario      | 2:51     |
| 11.   | "Moja Domovnica"                 | Gaso       | 2:51     |